# 泰拉戈
泰拉戈（義大利語：Terlago），是意大利特伦托自治省的一个市镇。总面积37平方公里，人口1798人，人口密度48.6人/平方公里（2009年）。ISTAT代码为022192。